# Edith de Leeuw
Edith Desirée de Leeuw (1962) is een Nederlands statisticus, onderzoeksmethodoloog en hoogleraar bij de afdeling Methoden en technieken aan de Universiteit Utrecht. Ze is een internationaal erkende specialist op het gebied van survey research.

## Biografie
Edith de Leeuw werd geboren in Amsterdam, volgde daar het Lely Lyceum, studeerde psychologie aan de Universiteit van Amsterdam. In 1992 promoveerde zij aan de Vrije Universiteit van Amsterdam bij Hans van der Zouwen en Don Mellenbergh op het proefschrift "Data quality in mail, telephone and face to face surveys". Ze was verder Fulbright scholar bij de Washington State University WSU, visiting scholar bij UCLA, fellow bij de Interuniversities Joint Institute for Psychometrics and Sociometrics (IOPS) in Nederland en visiting international fellow bij de University of Surrey.
De Leeuw begon als universitair docent (UD) aan de Universiteit van Amsterdam en de Vrije Universiteit en werd hierna (senior) docent aan de Universiteit Utrecht. Vanaf 1 januari 2009 is ze bijzonder hoogleraar aan de Universiteit Utrecht, vanwege de Vereniging MarktOnderzoekAssociatie (MOA) bij de afdeling Methoden en statistiek. Eind 2009 hield ze hiervoor een openbare rede over "Passen en meten online: de kwaliteit van internetenquêtes".
Ze is verder editor bij het "Journal of Official Statistics", lid van de redactieraad van het tijdschrift "Sociological Methods and Research" en editor van het "Yearbook of the Netherlands organization for market research and information management".
Ook was ze van 1994 tot 2002 op televisie als assistent van Wim T. Schippers in de Nationale Wetenschapsquiz .

## Werk
De Leeuws expertise ligt op het gebied van onderzoeksmethodologie, met name methoden van dataverzameling en het gebruik van computers en internet hierbij. Ze heeft onderzoek gedaan naar telefonische enquêtes en recentelijk ook naar internetenquêtes.

### Internet enquêtes
Op het gebied van de dataverzameling zijn internetenquêtes sterk in opkomst en bieden een goed alternatief voor de klassieke papieren post-enquête en telefonische enquêtes. Net als de klassieke methode kunnen internetenquêtes worden afgenomen steekproefgewijs of met een vast panel. Er zijn verschillende voordelen aan de nieuwe methoden. Zo kan het heel snel en goedkoop wordt uitgevoerd in vergelijking tot persoonlijke of telefonische interviews. Door de anonimitiet van het web kan de respondent ook openhartiger reageren.
De nieuwe internetenquêtes hebben volgens De Leeuw ook zijn keerzijdes. Zo hebben bepaalde groepen als ouderen en allochtonen minder toegang tot het web, dan bijvoorbeeld jongeren. Met interactive vragenlijsten bestaat de mogelijkheid om een complexere reeks vragen te stellen, zonder dat de respondant dat door heeft. Maar bij echt ingewikkelde vraagstellingen kan de klassieke interviewer toch betere begeleiding geven. Mensen actief op internet zullen over bepaalde bijvoorbeeld technologie relatereerde onderwerpen ook een meer positieve mening hebben. Bij dergelijke onderwerpen of als bijvoorbeeld een brede respons noodzakelijk is, dan verdient een combinatie van klassieke en internetenquêtes de voorkeur.

## Publicaties
Edith de Leeuw schreef vele artikelen en enige boeken, waaronder:
- 1984. Sociale wenselijkheid bij postenq^uetes : onbedoelde effecten van het Dillman systeem. Ism. Joop Hox en A.W.M. Duijx.
- 1987. Methoden voor de sociale wetenschappen. Ism Jo Segers ea. Assen: Van Gorcum, 1987.
- 1987. A methodological comparison of the data quality in telephone and face-to-face surveys : a meta analysis of the research literature. Met Hans van der Zouwen. Universiteit van Amsterdam. Subfaculteit Opvoedkunde.
- 1992. Data quality in mail, telephone and face to face surveys. TT-Publikaties. ISBN 908010731X
- 1998. Assumptions, robustness, and estimation methods in multivariate modeling. Ism. Joop Hox. TT-publikaties.